# ALFA 24 HP
La 24 HP è la prima autovettura realizzata dall'ALFA, ovvero dalla casa automobilistica che in seguito sarebbe diventata l'Alfa Romeo. È stata prodotta tra il 1910 e il 1913.

## Il contesto
È stato il primo modello prodotto dall'ALFA, acronimo di "Anonima Lombarda Fabbrica Automobili", nata il 24 giugno 1910 a Milano sulle ceneri della Società Italiana Automobili Darracq.
La nuova proprietà riconobbe l'esigenza di rivedere completamente i modelli della Darracq e quindi decise di assumere un nuovo progettista, Giuseppe Merosi, un geometra piacentino con all'attivo già diverse esperienze nella nascente industria automobilistica italiana. A Merosi, che divenne perciò il primo responsabile tecnico della neonata casa automobilistica, fu affidato il compito di progettare un modello di autovettura totalmente nuovo, a cui fu dato il nome di 24 HP in base alla potenza fiscale vigente in Italia in quel momento.

## Storia del modello
Nacque così nell'autunno del 1909 l'autotelaio 24 HP dotato di un motore quattro cilindri in linea 4.084 cm³ di cilindrata, con monoblocco in ghisa e distribuzione a valvole laterali comandate da un albero a camme nel basamento mosso da ingranaggi che erogava inizialmente una potenza di 42 CV a 2.200 giri, saliti poi a 45 nella versione del 1912 ed infine 49 nel 1914. La potenza viene trasmessa alle ruote posteriori mediante un cambio a quattro marce collegato al motore da un giunto cardanico. Le ruote a raggi in legno montavano pneumatici da 820x120 mm. La carreggiata era, sia anteriore che posteriore, di 1.350 mm sulla 1ª versione e 1.450 mm sulla seconda del 1912.

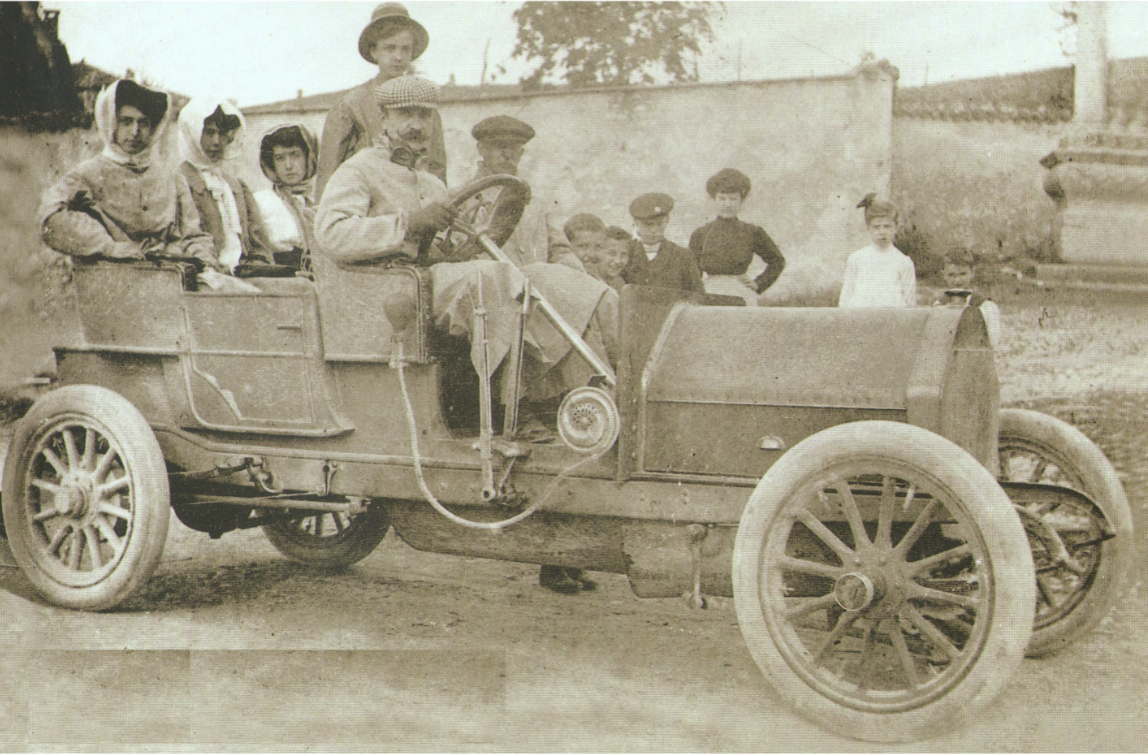
Il progettista Giuseppe Merosi (con la famiglia) al volante del prototipo della 24 HP

L'ALFA, secondo gli usi del tempo, produceva la 24 HP solo come autotelaio (venduto a 12.000 lire), che i clienti affidavano al proprio carrozziere di fiducia per costruirvi sopra la carrozzeria desiderata. Gli autotelai vennero particolarmente apprezzati dalla clientela per l'avanzata tecnologia, per la robustezza strutturale e, ancor più, per la notevole potenza che consentiva di raggiungere (e poi superare) i 100 km/h: una velocità ragguardevole per l'epoca. Tale potenza venne ulteriormente incrementata a 45 CV per le "24 HP serie C" del 1912 e "24 HP serie D" del 1913 e ancora a 49 CV sugli esemplari assemblati successivamente.
Gli autotelai (oltre 200) vennero carrozzati sia come Limousine sette posti sia come, in gran parte, Torpedo; carrozzeria usata anche per i mezzi destinati al Regio Esercito impiegati nella prima guerra mondiale.
Dalla 24 HP derivarono sia la più piccola 12 HP e le sue successive evoluzioni, lanciata già nel 1910, sia la più sportiva 40-60 HP, messa in vendita nel 1913, che anche il primo autocarro costruito dall'ALFA, ottenuto tramite una sostanziale modifica della struttura della vettura. Questo veicolo industriale inaugurò una tradizione che segnò la casa del Biscione per decenni, fino alla fine degli anni '80.
Nel 1914 la 24 HP venne sostituita dalla 20-30 HP, che è la serie "E" della stessa 24 HP, e poi dalla sua diretta evoluzione sportiva, la 20-30 ES.

## Le competizioni
Ad almeno due telai 24 HP venne accorciato il passo a 2900 mm e vennero equipaggiati con carrozzeria "Corsa" con due soli posti "a baquet" per cimentarsi nelle competizioni. La 24 HP Corsa debuttò alla Targa Florio del 1911 con due esemplari affidati al collaudatore Nino Franchini e al cliente Ugo Ronzoni; entrambe si ritirarono ma quella di Franchini guidò la gara fino ad un incidente durante l'ultimo dei tre giri previsti. Alla Parma-Poggio di Berceto 1913 due 24 HP Corsa di Stracca e Merosi si classificarono 5° e 7° assolute.

## Caratteristiche tecniche
| Caratteristiche tecniche - A.L.F.A. 24 HP (1910)                                                                           | Caratteristiche tecniche - A.L.F.A. 24 HP (1910) | Caratteristiche tecniche - A.L.F.A. 24 HP (1910) | Caratteristiche tecniche - A.L.F.A. 24 HP (1910) | Caratteristiche tecniche - A.L.F.A. 24 HP (1910) | Caratteristiche tecniche - A.L.F.A. 24 HP (1910) |
| Configurazione | Configurazione | Configurazione | Configurazione | Configurazione | Configurazione |
| --- | --- | --- | --- | --- | --- |
| Carrozzeria: Torpedo, Limousine, "Corsa"                                                                                   | Carrozzeria: Torpedo, Limousine, "Corsa" | Posizione motore: anteriore longitudinale | Posizione motore: anteriore longitudinale | Trazione: posteriore | Trazione: posteriore |
| Dimensioni e pesi | | | | | |
| Interasse: normale: 3200 mm, "Corsa": 2900 mm                                                                              | Interasse: normale: 3200 mm, "Corsa": 2900 mm | Carreggiate: anteriore 1350 mm, dal 1914: 1450 - posteriore 1350 mm, dal 1914: 1450 mm                                                                   | Carreggiate: anteriore 1350 mm, dal 1914: 1450 - posteriore 1350 mm, dal 1914: 1450 mm                                                                   | Altezza minima da terra: | Altezza minima da terra: |
| Posti totali: 4-6 | Posti totali: 4-6 | Bagagliaio: | Bagagliaio: | Serbatoio: 70 | Serbatoio: 70 |
| Masse | a vuoto: (torpedo, a secco) 1000 kg | a vuoto: (torpedo, a secco) 1000 kg | a vuoto: (torpedo, a secco) 1000 kg | a vuoto: (torpedo, a secco) 1000 kg | a vuoto: (torpedo, a secco) 1000 kg |
| Meccanica | | | | | |
| Tipo motore: 4 cilindri in linea, monoblocco e testata fissa in ghisa, albero motore a tre supporti                        | Tipo motore: 4 cilindri in linea, monoblocco e testata fissa in ghisa, albero motore a tre supporti                                                      | Tipo motore: 4 cilindri in linea, monoblocco e testata fissa in ghisa, albero motore a tre supporti                                                      | Cilindrata: (alesaggio x corsa: 100 x 130 mm) totale: 4084 cm³                                                                                           | Cilindrata: (alesaggio x corsa: 100 x 130 mm) totale: 4084 cm³                                                                                           | Cilindrata: (alesaggio x corsa: 100 x 130 mm) totale: 4084 cm³                                                                                           |
| Distribuzione: a valvole laterali, 2 per cilindro, un albero a camme nel basamento comandato da ingranaggi e poi da catena | Distribuzione: a valvole laterali, 2 per cilindro, un albero a camme nel basamento comandato da ingranaggi e poi da catena                               | Distribuzione: a valvole laterali, 2 per cilindro, un albero a camme nel basamento comandato da ingranaggi e poi da catena                               | Alimentazione: un carburatore verticale | Alimentazione: un carburatore verticale | Alimentazione: un carburatore verticale |
| Prestazioni motore | Potenza: 42 CV a 2200 giri minuto (1910-11), poi 45 CV a 2400 giri minuto (1912-13) infine 49 CV a 2400 giri minuto (1914-20)                            | Potenza: 42 CV a 2200 giri minuto (1910-11), poi 45 CV a 2400 giri minuto (1912-13) infine 49 CV a 2400 giri minuto (1914-20)                            | Potenza: 42 CV a 2200 giri minuto (1910-11), poi 45 CV a 2400 giri minuto (1912-13) infine 49 CV a 2400 giri minuto (1914-20)                            | Potenza: 42 CV a 2200 giri minuto (1910-11), poi 45 CV a 2400 giri minuto (1912-13) infine 49 CV a 2400 giri minuto (1914-20)                            | Potenza: 42 CV a 2200 giri minuto (1910-11), poi 45 CV a 2400 giri minuto (1912-13) infine 49 CV a 2400 giri minuto (1914-20)                            |
| Accensione: a magnete ad alta tensione                                                                                     | Accensione: a magnete ad alta tensione | Accensione: a magnete ad alta tensione | Impianto elettrico: | Impianto elettrico: | Impianto elettrico: |
| Frizione: multidisco a secco                                                                                               | Frizione: multidisco a secco | Frizione: multidisco a secco | Cambio: a 4 marce | Cambio: a 4 marce | Cambio: a 4 marce |
| Telaio | | | | | |
| Corpo vettura | a longheroni e traverse in acciaio stampato a "C" | a longheroni e traverse in acciaio stampato a "C" | a longheroni e traverse in acciaio stampato a "C" | a longheroni e traverse in acciaio stampato a "C" | a longheroni e traverse in acciaio stampato a "C" |
| Sospensioni | anteriori: ad assale rigido, balestre semiellittiche, senza ammortizzatori / posteriori: ad assale rigido, balestre semiellittiche, senza ammortizzatori | anteriori: ad assale rigido, balestre semiellittiche, senza ammortizzatori / posteriori: ad assale rigido, balestre semiellittiche, senza ammortizzatori | anteriori: ad assale rigido, balestre semiellittiche, senza ammortizzatori / posteriori: ad assale rigido, balestre semiellittiche, senza ammortizzatori | anteriori: ad assale rigido, balestre semiellittiche, senza ammortizzatori / posteriori: ad assale rigido, balestre semiellittiche, senza ammortizzatori | anteriori: ad assale rigido, balestre semiellittiche, senza ammortizzatori / posteriori: ad assale rigido, balestre semiellittiche, senza ammortizzatori |
| Freni | anteriori: assenti / posteriori: a tamburo con comando a mano e a pedale                                                                                 | anteriori: assenti / posteriori: a tamburo con comando a mano e a pedale                                                                                 | anteriori: assenti / posteriori: a tamburo con comando a mano e a pedale                                                                                 | anteriori: assenti / posteriori: a tamburo con comando a mano e a pedale                                                                                 | anteriori: assenti / posteriori: a tamburo con comando a mano e a pedale                                                                                 |
| Pneumatici | 820 x 120 mm / Cerchi: a raggi di legno tipo Sankey | 820 x 120 mm / Cerchi: a raggi di legno tipo Sankey | 820 x 120 mm / Cerchi: a raggi di legno tipo Sankey | 820 x 120 mm / Cerchi: a raggi di legno tipo Sankey | 820 x 120 mm / Cerchi: a raggi di legno tipo Sankey |
| Prestazioni dichiarate | | | | | |
| Velocità: 100 Km/h (1910-11), poi 105 Km/h (1912-13) infine 115 Km/h (1914-20) km/h                                        | Velocità: 100 Km/h (1910-11), poi 105 Km/h (1912-13) infine 115 Km/h (1914-20) km/h                                                                      | Velocità: 100 Km/h (1910-11), poi 105 Km/h (1912-13) infine 115 Km/h (1914-20) km/h                                                                      | Accelerazione: | Accelerazione: | Accelerazione: |
| Fonte dei dati: | | | | | |